# Ginástica nos Jogos Olímpicos de Verão de 1996
A ginástica nos Jogos Olímpicos de Verão de 1996 foi realizada em Atlanta, nos Estados Unidos, com 16 eventos de duas disciplinas: ginástica artística e ginástica rítmica. A prova por equipes da ginástica rítmica foi disputada pela primeira vez em Olimpíadas. Os eventos de ginástica artística foram disputados no Georgia Dome e a ginástica rítmica no Coliseu Stegeman.

## Eventos
Ginástica artística
Quatorze conjuntos de medalhas foram concedidas nos seguintes eventos:
- Individual geral masculino
- Equipes masculino
- Solo masculino
- Barra fixa masculino
- Barras paralelas masculino
- Cavalo com alças masculino
- Argolas masculino
- Salto sobre a mesa masculino
- Individual geral feminino
- Equipes feminino
- Trave feminino
- Solo feminino
- Barras assimétricas feminino
- Salto sobre a mesa feminino

Ginástica rítmica
Dois conjuntos de medalhas foram concedidas nos seguintes eventos:
- Individual geral feminino
- Grupos feminino

## Medalhistas

### Artística
Masculino
| Evento                    | Ouro | Prata                                                                                          | Bronze |
| ------------------------- | --- | ---------------------------------------------------------------------------------------------- | --- |
| Equipes detalhes          | Sergei Kharkov Nikolai Kryukov Alexei Nemov Yevgeni Podgorny Dmitri Trush Dmitri Vasilenko Alexei Voropaev RUS Rússia | Fan Bin Fan Hongbin Huang Huadong Huang Liping Li Xiaoshuang Shen Jian Zhang Jinjing CHN China | Igor Korobchinsky Oleg Kosiak Grigory Misutin Vladimir Shamenko Rustam Sharipov Oleksandr Svetlichny Yuri Yermakov UKR Ucrânia |
| Individual geral detalhes | Li Xiaoshuang CHN China                                                                                               | Alexei Nemov RUS Rússia                                                                        | Vitaly Scherbo BLR Bielorrússia                                                                                                |
| Salto detalhes            | Alexei Nemov RUS Rússia                                                                                               | Yeo Hong-Chul KOR Coreia do Sul                                                                | Vitaly Scherbo BLR Bielorrússia                                                                                                |
| Solo detalhes             | Ioannis Melissanidis GRE Grécia                                                                                       | Li Xiaoshuang CHN China                                                                        | Alexei Nemov RUS Rússia |
| Cavalo com alças detalhes | Donghua Li SUI Suíça                                                                                                  | Marius Urzică ROU Romênia                                                                      | Alexei Nemov RUS Rússia |
| Barras paralelas detalhes | Rustam Sharipov UKR Ucrânia                                                                                           | Jair Lynch USA Estados Unidos                                                                  | Vitaly Scherbo BLR Bielorrússia                                                                                                |
| Argolas detalhes          | Jury Chechi ITA Itália                                                                                                | Szilveszter Csollány HUN Hungria Dan Burincă ROU Romênia                                       | nenhum |
| Barra fixa detalhes       | Andreas Wecker GER Alemanha                                                                                           | Krasimir Dounev BUL Bulgária                                                                   | Vitaly Scherbo BLR Bielorrússia Fan Bin CHN China Lee Joo-Hyung KOR Coreia do Sul                                              |

Feminino
| Evento                       | Ouro | Prata | Bronze |
| ---------------------------- | --- | --- | --- |
| Equipes detalhes             | Amanda Borden Amy Chow Dominique Dawes Shannon Miller Dominique Moceanu Jaycie Phelps Kerri Strug USA Estados Unidos | Elena Dolgopolova Rozalia Galiyeva Elena Grosheva Svetlana Khorkina Dina Kochetkova Eugenia Kuznetsova Oksana Liapina RUS Rússia | Simona Amânar Gina Gogean Ionela Loaieş Alexandra Marinescu Lavinia Miloşovici Mirela Ţugurlan ROU Romênia |
| Individual geral detalhes    | Lilia Podkopayeva UKR Ucrânia                                                                                        | Gina Gogean ROU Romênia | Simona Amânar ROU Romênia Lavinia Miloşovici ROU Romênia                                                   |
| Salto detalhes               | Simona Amânar ROU Romênia                                                                                            | Mo Huilan CHN China | Gina Gogean ROU Romênia                                                                                    |
| Solo detalhes                | Lilia Podkopayeva UKR Ucrânia                                                                                        | Simona Amânar ROU Romênia | Dominique Dawes USA Estados Unidos                                                                         |
| Trave detalhes               | Shannon Miller USA Estados Unidos                                                                                    | Lilia Podkopayeva UKR Ucrânia | Gina Gogean ROU Romênia                                                                                    |
| Barras assimétricas detalhes | Svetlana Khorkina RUS Rússia                                                                                         | Bi Wenjing CHN China Amy Chow USA Estados Unidos                                                                                 | nenhum |

### Rítmica
| Evento                    | Ouro | Prata                                                                                                | Bronze |
| ------------------------- | --- | --- | --- |
| Grupos detalhes           | Marta Baldó Marín Nuria Cabanillas Provencio Estela Giménez Cid Lorena Guréndez García Tania Lamarca Celada Estíbaliz Martínez Yerro ESP Espanha | Ina Delcheva Valentina Kevlian Maria Koleva Maja Tabakova Ivelina Taleva Viara Vatachka BUL Bulgária | Yevgeniya Bochkaryeva Olga Shtyrenko Irina Dzhuba Angelin Yushkova Yuliya Ivanova Yelena Krivoshey RUS Rússia |
| Individual geral detalhes | Ekaterina Serebrianskaya UKR Ucrânia | Yanina Batyrchina RUS Rússia                                                                         | Elena Vitrichenko UKR Ucrânia                                                                                 |

## Quadro de medalhas
| Ordem | País               | Medalha de ouro | Medalha de prata | Medalha de bronze |    |
| ----- | ------------------ | --------------- | ---------------- | ----------------- | -- |
| 1     | UKR Ucrânia        | 4               | 1                | 2                 | 7  |
| 2     | RUS Rússia         | 3               | 3                | 3                 | 9  |
| 3     | USA Estados Unidos | 2               | 2                | 1                 | 5  |
| 4     | ROU Romênia        | 1               | 4                | 5                 | 10 |
| 5     | CHN China          | 1               | 4                | 1                 | 6  |
| 6     | GER Alemanha       | 1               |                  |                   | 1  |
| 6     | ESP Espanha        | 1               |                  |                   | 1  |
| 6     | GRE Grécia         | 1               |                  |                   | 1  |
| 6     | ITA Itália         | 1               |                  |                   | 1  |
| 6     | SUI Suíça          | 1               |                  |                   | 1  |
| 11    | BUL Bulgária       |                 | 2                |                   | 2  |
| 12    | KOR Coreia do Sul  |                 | 1                | 1                 | 2  |
| 13    | HUN Hungria        |                 | 1                |                   | 1  |
| 14    | BLR Bielorrússia   |                 |                  | 4                 | 4  |
| TOTAL | TOTAL              | 16              | 18               | 17                | 51 |